# Château de la Morinerie
 (août 2025).
- Si vous ne connaissez pas le sujet, laissez ce bandeau (vous pouvez alors contacter les auteurs).
- Si vous supprimez le contenu mis en cause (vous pouvez préalablement contacter les auteurs),

argumentez précisément cette suppression dans la page de discussion
(un manque de référence n'est pas un argument ; une recherche réelle de référence doit avoir été effectuée, être formellement documentée).
Le château de La Morinerie est à Écurat en Charente-Maritime. 

## Historique
Le premier propriétaire connu de La Morinerie, est Pierre Senné, sieur de La Fourest, capitaine des ponts, portes et tours de la ville de Saintes, qui, en 1593, habite "le logis noble de La Morinerie, paroisse d'Écurat". Pierre Senné, était le fils d'Ythier Senné, Sieur de la Fourest et de l'Épine, Procureur au présidial et capitaine de la ville de Saintes en 1572, puis en 1575 et lieutenant de la Baronnie de Didonne et Maire de Saintes, échevin de 1568 à 1590, avocat du roi, Greffier et de Françoise de La Vallade.
En 1618, par l'union de Charles Duval, sieur de Varaise, fils de Raymond Duval , Sieur de Varaise et de Jehanne Fouchard , et de Catherine Senné, fille de Pierre Senné et de Marguerite Guenon, le logis entre dans la famille Duval. Ce dernier était, en 1618 et 1620, qualifié de "sieur de La Morinerie, concierge des prisons royales de Saintes." De ce mariage naquit, entre autres, Guillaume Duval, Procureur du Roi en l’élection du présidial de Saintes, Seigneur de la Forêt, de Plassay, de la Motte de Coutiers et de Saint-Georges-de-la-Vallade, qui épousa, le 9 février 1659, Marie Ferrant (de Saint-Dizant), fille de Gabriel Ferrant (de Saint-Dizant), Procureur à Blois et de Marie Touquoy. C'est lui qui, vers 1670, le fit rebâtir en remplacement d'un logis plus ancien. Guillaume Duval eu trois enfants, Marie Duval (à qui échu tout ces biens) et Pierre Duval (il fut d'abord avocat au parlement de Paris, puis Trésorier de France en la gêneralité de Poitiers) de son mariage avec Marie Ferrant de Saint-Dizant et Marie Duval (elle se maria avec François Bodin, qui était un ancien domestique du château de la Morinerie, et qui, à la suite de son mariage devînt marchand et capitaine de la milice de Plassay), sa "fille naturelle" avec Anne Bouyer.
Charles Duval était aussi sieur ou seigneur de Varaize, marié avec Catherine Senné, il eut aussi Jean Duval, Seigneur de Varaize, marié à Marguerite Dexmier et Marie Duval, mariée à Guillaume Ruthin, greffier à l'audience du présidial de Saintes.
Il passe par héritage à Louis-Nicolas Poitevin, conseiller du Roi et son procureur en l'élection de Saintes, époux de Marie-Charlotte Pain, qui laissa une nombreuse postérité dont Charles-Louis Poitevin, seigneur de Moléon en Rouffiac, et Jacques-Nicolas Poitevin, avocat au parlement de Bordeaux, époux de Françoise du Mesnil-Simon qui devient seigneur de La Morinerie. En 1895, ses descendants vendent la Morinerie à Gaston Charrier, négociant en eau de vie, maire de Plassay.
Le château est inscrit au monument historique le 3 décembre 1969. Les jardins le sont au pré-inventaire des jardins remarquables en 2003.

## Architecture
En 1690, il est construit un bâtiment dit-on de "94 pieds de longueur sur 18 pieds de largeur" qui formera "une aile de la maison de la Morinerye". On apprend dans l'acte et devis que ce bâtiment commencera à l'emplacement joignant le pavillon de ladite maison, à l'extrémité du logis coté couchant (ouest) et qui servira de chai, cellier, fournil et avec au-dessus des greniers aménagés. Il est aussi indiqué, que Guillaume Duval, alors propriétaire de logis fait abattre des anciens bâtiments afin d'y recevoir la construction.